# Tom Andersen
Tom Andersen (* 2. Mai 1936 in Oslo; † 15. Mai 2007 bei Høvåg) war ein norwegischer Psychiater und Psychotherapeut.

## Leben und Werk
Andersen spezialisierte sich nach seinem Medizinstudium, das er 1961 abschloss, auf Psychiatrie und erhielt eine Professur für Sozialpsychiatrie an der Universität von Tromsø in Nordnorwegen. Als Supervisor war er mit der praktischen Arbeit von Sozialarbeitern, Krankenschwestern, Physiotherapeuten und Ärzten befasst, insbesondere in Gebieten mit schlechter Infrastruktur.
Andersen beschäftigte sich mit Gregory Bateson, den biologischen Theorien Humberto Maturanas, der Kybernetik und dem Konstruktivismus (Heinz von Foerster und Ernst von Glasersfeld) und dem 'Mailänder Modell' der Gruppe um Mara Selvini Palazzoli. Impulse gaben ihm die Begegnungen mit Harold A. Goolishian vom Galveston Family Institute in Texas.
Andersen begann den Therapeuten und seine Sicht, seine Kommunikations- und Interventionsweisen zu hinterfragen und ihm ein beobachtendes System als Alternative anzubieten. Dieses sollte das Hauptaugenmerk auf das Hier und Jetzt im therapeutischen Sinn richten, diagnostische Bewertungen vermeiden helfen und positive Zukunftsszenarien generieren lassen. Solche Gespräche hatten den Charakter einer Reflexion, daher führte Andersen dafür den Begriff des Reflecting Team (dt. Reflektierendes Team) ein, der seither untrennbar mit seinem Namen verbunden ist. Diese Methode gehört mittlerweile zum Standard der systemischen Therapie und stellt eine spezifische Form eines therapeutischen Settings dar. In einem Nachruf wurde die einzigartige Art gewürdigt, mit der Anderson sich seinen Klienten widmete.

## Schriften (Auswahl)
- (1990): Das reflektierende Team. Dialoge und Dialoge über Dialoge. Modernes Leben, Dortmund 1990.
- (1991): Beziehung, Sprache und Verstehen in reflektierenden Prozessen. Systeme 5: 102–111
- (1997): Steigerung der Sensitivität des Therapeuten durch einen gemeinsamen Forschungsprozeß von Klienten und Therapeuten. Zeitschrift für systemische Therapie 15: 160–167